# Piloto (House M. D.)
Piloto, también conocido como Todo el mundo miente (originalmente en inglés, Pilot y Everybody Lies respectivamente), es el primer episodio de la primera temporada de la serie televisiva estadounidense House M. D., estrenado por la cadena FOX el 16 de noviembre de 2004, siendo sintonizado por aproximadamente siete millones de espectadores, convirtiéndose en el sexagésimo segundo programa más visto de la semana.
En el capítulo se presenta al personaje del Dr. Gregory House (interpretado por Hugh Laurie) — un médico asocial inconformista — y a su equipo en el hospital ficticio Princeton-Plainsboro de Nueva Jersey. La historia trata sobre los intentos del Dr. House para diagnosticar a una maestra de escuela primaria después de que se desmaya en clase. 
House fue creada por David Shore, quien tuvo la idea del personaje que le da título a la serie luego de una visita al médico. Al principio, el productor Bryan Singer quería a un estadounidense que interpretase a House, pero la audición del actor británico Hugh Laurie lo convenció de que un extranjero podría obtener el papel. Shore ideó a House como un personaje similar a Sherlock Holmes: ambos son adictos a las drogas, distantes, y poco amigables. Los productores de la serie querían que House tuviese algún tipo de discapacidad, por lo que decidieron que tuviese una pierna lastimada derivada de un mal diagnóstico.
El episodio tuvo críticas generalmente positivas; el personaje de House fue destacado como un aspecto único del episodio y de la serie, aunque algunos críticos, como Sherwin Nuland de la revista Slate opinó que nadie toleraría a un personaje tan cruel en la vida real. Otros criticaron que el episodio incluyó personajes secundarios estereotipados y una premisa inverosímil.

## Sinopsis
Poco después del comienzo de su clase, la maestra de jardín de infantes Rebecca Adler (Robin Tunney) sufre de afasia y cae inconsciente al suelo. El Dr. James Wilson (Robert Sean Leonard) trata de convencer al misantrópico Gregory House para que tratase a Adler, pero House no acepta, alegando aburrimiento. Cuando Wilson le dice que la paciente es su prima, House acepta tomar el caso. La administradora del hospital, la Dra. Lisa Cuddy (Lisa Edelstein) encuentra a House en el ascensor e intenta que atienda la clínica del hospital, una tarea que el médico detesta por la naturaleza sencilla de los casos que le tocan. House se niega, diciéndole que Cuddy no podría despedirlo por la cantidad de trabajo pendiente. Cuando el equipo de House trata de realizarle una resonancia magnética a Adler, descubren que la autorización de House había sido revocada; Cuddy garantiza que se la devolvería en cuanto atendiese en la clínica. 
Durante la resonancia, la garganta de Adler se cierra, provocando que dos miembros del equipo de House, el Dr. Robert Chase (Jesse Spencer) y la Dra. Allison Cameron (Jennifer Morrison), practiquen una traqueostomía. En la clínica del hospital, House atiende a un niño de diez años cuya madre le permitía utilizar su paf para el asma sólo de vez en cuando en lugar de todos los días, como se le había recomendado. House regaña a la madre por haber tomado una decisión médica tan drástica sin aprender más sobre el asma antes de hacerlo. Durante su monólogo, a House se le ocurre una idea y se va rápidamente a tratar a Adler; la diagnostica con vasculitis cerebral, pese a que no tiene pruebas. Adler es sometida temporalmente con éxito a un tratamiento con esteroides.
Luego de que House insiste, el médico neurólogo Eric Foreman (Omar Epps) y Cameron entran en la casa de Adler para encontrar algo que pudiese explicar sus síntomas, sus ataques, su afasia y su problema respiratorio. Encuentran un paquete abierto de jamón (el cual no es Kosher) en la cocina, por lo que Foreman deduce que el Dr. Wilson le había mentido a House para convencerlo de tratar a Adler (Wilson es judío). House deja pasar la mentira y concluye que Adler sufre de cisticercosis debido a comer cerdo sin la suficiente cocción; la tenia que estaba dentro suyo se había reproducido, y sus larvas habían pasado a su sangre, infectando su cerebro. Adler, deseando morir con dignidad, se niega a aceptar más tratamientos a menos que hubiese evidencia de que el diagnóstico es acertado, pero House trata de persuadirla de lo contrario. Durante su conversación, Adler pregunta la causa del daño en la pierna derecha de House. Éste revela que había tenido un infarto en los músculos del muslo que había llevado a la muerte del músculo, lo cual habría podido evitarse si su médico lo hubiese diagnosticado correctamente. House continúa, alegando que la muerte es desagradable y que Adler no podría morir con dignidad, pero ella continúa rechazando el tratamiento. House decide descartar el caso cuando Chase tiene una idea para aportar una evidencia de la infección de Adler causada por la tenia; tomando una radiografía de su pierna, House prueba que la maestra está infectada por tenias y que su enfermedad es tratable. Luego de ver la evidencia, Adler acepta con felicidad tomar sus medicamentos para matar a los parásitos.

## Producción

### Idea y filmación
El creador de la serie, David Shore, ideó el concepto de House luego de su experiencia personal como paciente en un hospital escuela. Shore dijo: "Sabía, apenas dejé la habitación, que los médicos estarían burlándose de mí por mi ignorancia... y pensé que sería interesante ver un personaje que lo hiciese antes de que los pacientes abandonasen la habitación". En 2004, Shore y los productores ejecutivos Katie Jacobs y Paul Attanasio presentaron House a FOX como un programa de médicos detectives, en un hospital en donde los doctores serían los detectives que buscan la fuente de los síntomas. Después de que se vendieran los derechos, se añadió la idea de House. Shore escribió el piloto con el recuerdo de la visita al médico en la mente. En una ocasión, cuando tenía dolor de cadera, tuvo que esperar dos semanas para conseguir un turno con un médico y, para ese entonces, su dolor había desaparecido. Shore declaró que, no obstante, los médicos fueron "increíblemente educados", pese a que él les hizo perder el tiempo. Más tarde añadió que, mientras escribía el episodio piloto, le enamoró la idea de un personaje que, como médico, fuera capaz de decir: "¿Por qué me hace perder el tiempo?".
Una de las bases del programa fue que el protagonista tendría algún tipo de discapacidad. Al principio, House estaría confinado a una silla de ruedas, pero FOX rechazó la idea. La silla de ruedas se transformó en una cicatriz en la cara de House, pero luego pasó a ser una pierna lastimada que necesita un bastón. El guion original decía que House tendría 34 años de edad, pero, sin embargo, Shore explicó posteriormente que no quería que el personaje fuesen tan joven.
El episodio fue escrito pot David Shore, el creador de la serie, y se filmó en Canadá; los episodios posteriores serían realizados en California. Shore dijo que los artículos de Berton Roueché, un periodista del The New Yorker que escribía sobre casos médicos extraños, inspiró el argumento de Piloto y de otros de los primeros episodios.

### Audiciones

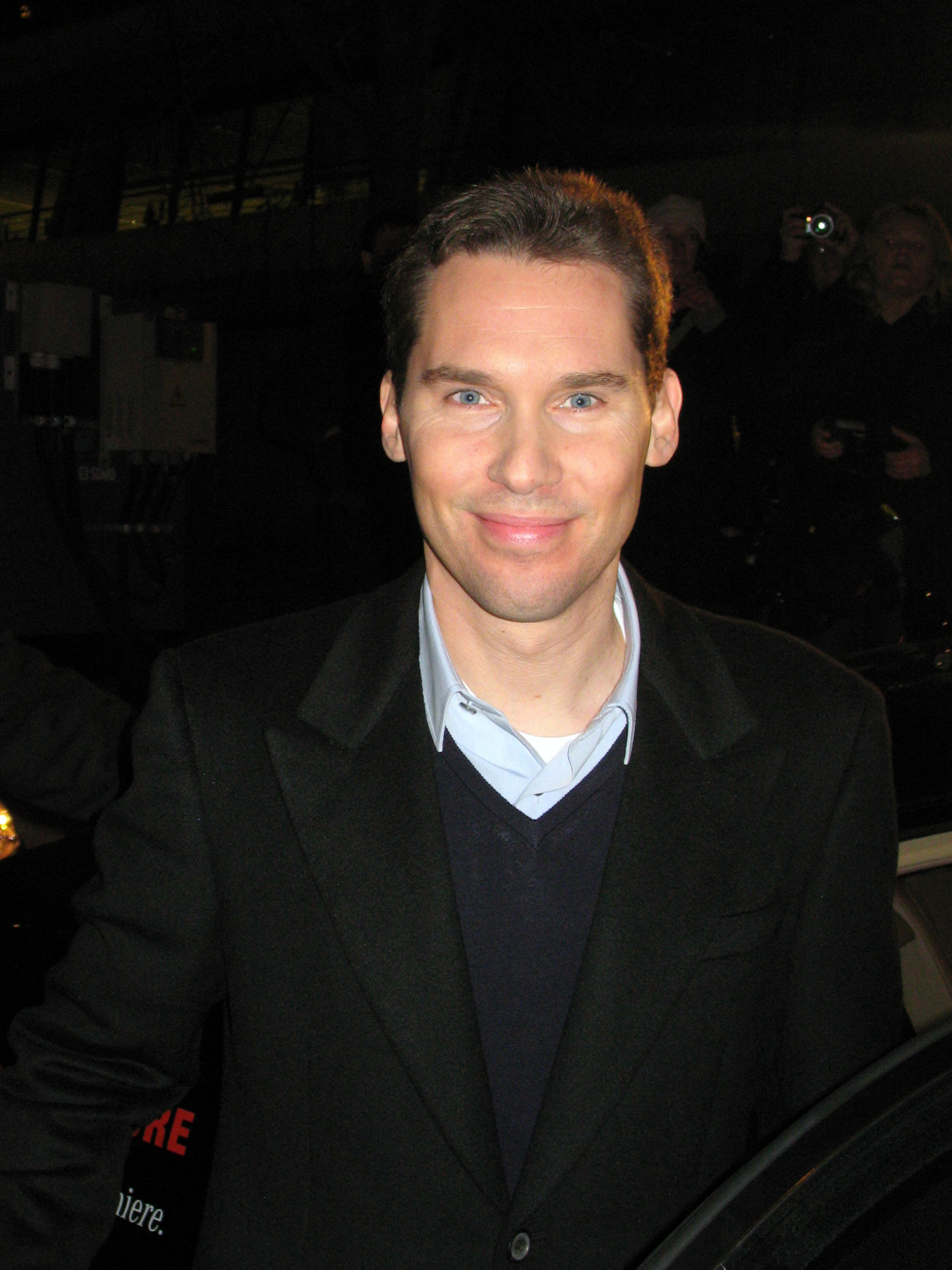
El productor Bryan Singer al principio creyó que Hugh Laurie era estadounidense.

Al principio, el productor Bryan Singer exigió que un actor estadounidense interpretase a House; según Singer, a medida que iba viendo las audiciones de actores extranjeros, más quería un estadounidense para el papel. Durante la época en que se realizaron las audiciones, el actor Hugh Laurie estaba filmando la película El vuelo del Fénix. Colocó una cámara en el cuarto de baño de un hotel en Namibia, el único lugar con suficiente luz, y se disculpó por su apariencia (Singer lo comparó con un "video de Bin Laden"). Laurie improvisó usando un paraguas como bastón. Singer se impresionó con la actuación de Laurie y comentó lo bien que comprendía al personaje el "actor estadounidense", sin darse cuenta de que Laurie es británico.
Laurie declaró en una entrevista que al principio creía que el programa era sobre el Dr. James Wilson, con el Dr. House como su "compañero", porque en el libreto se definía a Wilson como un médico con aspecto "varonil". Laurie no se dio cuenta de que House era el protagonista hasta que leyó el guion completo. Según Shore, "es fácil hacer desagradable a un personaje cretino. Lo difícil es hacer que el público lo vea. Y Hugh llegó e incorporó todo al personaje, lo que no era políticamente correcto, lo rudo. Y luego querías verlo, querías pasar tiempo con él".
En el episodio piloto aparecen ciertas similitudes entre House y el famoso detective ficticio Sherlock Holmes; Shore explicó que siempre había sido fanático de Sherlock Holmes, y que pensaba que la forma de ser del personaje y su indiferencia hacia sus clientes eran únicas. House y Holmes tienen un solo amigo verdadero (el Dr. Wilson y el Dr. Watson, respectivamente) quien conecta al protagonista eminente con las preocupaciones humanas. Ambos llegan a conclusiones rápidas luego de un mínimo examen del cliente y del paciente, y ambos son adictos a las drogas (Cocaína para Holmes, Vicodin para House). House y Holmes comparten la misma dirección, el 221B de Baker Street. La paciente del episodio piloto se llama Rebecca Adler en honor a Irene Adler, un personaje femenino que aparece en la primera historia corta de Sherlock Holmes.
Robert Sean Leonard (el Dr. James Wilson) leyó los guiones piloto de Numb3rs y planeaba audicionar para el papel, pero decidió presentarse a las audiciones para House porque pensó que disfrutaría de ser "el hombre con el que el protagonista cuenta", además de las similitudes con Sherlock Holmes. Leonard declaró que no cree haber audicionado bien, pero que su larga amistad con Singer lo ayudó a obtener el papel. Cuando en una entrevista le preguntaron por qué su personaje siempre sería amigo de House, Leonard respondió: 

Creo que Wilson soporta a House por la misma razón por la cual millones de personas lo ven cada semana. Creo que es verdaderamente dinámico, divertido, audaz y autocrítico. Todas esas cosas hacen atractiva a la gente, y lo dice como es. Hay problemas con el dinero, ya que jamás lo devuelve, pero tengo muchos amigos así. Por lo que no lo veo tan difícil de entender. Creo que House es un personaje muy atractivo. Creo que la mayor parte de la gente desearía ser amigo suyo.
Robert Sean Leonard en una entrevista con BuddyTV

El representante del actor australiano Jesse Spencer fue quien le sugirió que audicionase para el papel de Chase, pero él se mostró indeciso, temiendo que la serie fuese similar a General Hospital. Una vez que el actor vio el libreto, cambió de opinión; Spencer luego convenció a los productores de cambiar a su personaje y hacer que fuese australiano. Omar Epps, quien interpreta a Foreman, se vio influenciado por su trabajo previo, como un médico residente de la serie televisiva ER. Epps y su compañera Jennifer Morrison leyeron los libretos y pensaron que el programa sería un éxito total o un fracaso rotundo.

## Recepción
El primer episodio de House fue bien recibido por la mayor parte del público. Los críticos reaccionaron positivamente ante el personaje de House; Tom Shales de The Washington Post lo describió como "el personaje más electrizante que haya habido en televisión en años". The New York Magazine dijo que la serie es "televisión médica en su punto más satisfactorio y básico" y declaró que el elenco consistía de "actores profesionales interpretando a doctores que llegan a preocuparse por sus pacientes", mientras que Matthew Gilbert de The Boston Globe apreció que el episodio no disminuyó los defectos de los personajes para aliviar los temores de los espectadores ante las "compañías prepagas". Alessandra Stanley de The New York Times dijo que pensó que los personajes serían algo nuevo para algunos televidentes, y que la crudeza de la serie sería positiva para los fanáticos de los dramas procesales; por su parte, Matt Roush de TV Guide declaró que House era "una cura poco común para el típico drama médico". Los críticos de The A.V. Club describieron a House como la comedia oscura "más repugnante" de la FOX desde la serie televisiva de corta duración de la FOX de 1996 Profit. Los críticos consideraron que la serie se destacaría entre el resto de la programación de FOX, plagada de reality shows.
El formato del episodio fue comparado con otra serie televisiva, Medical Investigation. USA Today dijo que House tenía mejores personajes que Investigation's "plot-driven procedural", y San Francisco Chronicle opinó que House era mejor debido al protagonista. Brian Lowry, de la revista Variety, declaró que las dos series eran demasiado parecidas y que House era muy diferente de los otros programas de FOX. Otras quejas incluyeron la inclusión de los típicos doctores de telenovelas, jóvenes y atractivos.  Sherwin Nuland de Slate le dio a los primeros episodios de la serie una crítica negativa, declarando que "De todos los errores médicos en la serie, el mayor es con seguridad la presunción de que un médico tan distante, tan descuidado, tan sádico y tan extremadamente cruel como Gregory House pudiese ser tolerado en algún hospital". Kay McFadden de The Seattle Times dijo que la personificación de Laurie de House humanizó al personaje, pero también reveló el fallo más marcado de la serie: "la confianza en los personajes atractivos superficiales para tener éxito". Otras quejas incluyen una falta de personalidad en los personajes de reparto durante los primeros episodios.
Aproximadamente siete millones de espectadores vieron el estreno en los Estados Unidos, convirtiéndolo en el sexagésimo segundo programa más visto de la semana del 15 al 21 de noviembre de 2004. El estreno en el Reino Unido fue el 9 de junio de 2005 por el canal Five y obtuvo un diez por ciento de audiencia compartida, con 1,8 millones de espectadores. Christopher Hoag, quien compuso la música de Piloto y de la primera temporada de House, fue nominado para un premio Emmy por la musicalización del episodio.